# Parc national d'Iriomote-Ishigaki
Le parc national d'Iriomote-Ishigaki (西表石垣国立公園, Iriomote-Ishigaki kokuritsu kōen) est un parc national japonais situé dans la préfecture d'Okinawa, sur les îles Yaeyama. Le parc a été fondé le 15 mai 1972 et couvre une surface de 125,06 km2. Il comprend les îles d'Iriomote et d'Ishigaki.